# Кампи дел’Оро (Верчели)
Кампи дел’Оро је насеље у Италији у округу Верчели, региону Пијемонт.
Према процени из 2011. у насељу је живело 4 становника. Насеље се налази на надморској висини од 386 м.